# 童勤义
童勤义（1938年12月16日—2006年9月21日），男，浙江慈溪人，中国微电子学专家，曾任南京工学院教授、博士生导师。